# Burg Haynsburg
Die Burg Haynsburg ist eine Burg im Ortsteil Haynsburg (Burgstraße 10) der Gemeinde Wetterzeube in Sachsen-Anhalt.

## Geschichte
Die Burg wurde erstmals 1185 urkundlich mit dem Edelherren „Conradus de Hagensberg“, nachweisbar bis 1223, erwähnt und wurde 1238 in einer Urkunde des Markgrafen Heinrich als ein befestigter Ort genannt.
Nachdem die Burg 1295 mit den dazugehörigen Ländereien an den wettinischen Markgraf Friedrich von Meissen verkauft worden war, kam sie 1305 nach dessen Eigentumsverzicht in den Besitz des Bistums Naumburg-Zeitz, galt als „das stärkste Bollwerk im Bistum Zeitz-Naumburg“, war Schutz der kaiserlichen Jagdpfalz (Wasserburg Kayna) in Kayna in der „Hoyde zu Koyne“ (Heide zu Kayna, königlicher Jagdwald) und sicherte und kontrollierte die an der Haynsburg vorbeiführenden drei Höhenstraßen und die Elsterfurten.
Da die Burg 1450 im Sächsischen Bruderkrieg nicht erstürmt werden konnte, wurde sie unter Bischof Peter von Schleinitz bedeutend ausgebaut, 1515 unter dem Naumburger Bischof Johann(es) III. von Schönberg restauriert, weiter umgebaut und blieb in einem guten Zustand.
Schon im 15. Jahrhundert landwirtschaftlich genutzt, erhielt die Burg nach der Auflösung des Bistums Naumburg-Zeitz 1549 den Titel einer „Kursächsischen Domäne“, kam 1815 durch die Beschlüsse des Wiener Kongresses bis 1945 als Staatsdomäne an Preußen.
Nach dem Zweiten Weltkrieg blieb der landwirtschaftliche Charakter der Burg erhalten; sie wurde zunächst Provinzialgut Sachsen-Anhalts und später bis zur Wende (1990) Volkseigenes Gut (VEG).

## Heutige Nutzung
Nach der Wende wurde die Burg, die bereits ab 1972 einen Kindergarten mit Kinderkrippe beherbergte, zu einem bedeutenden Gemeindezentrum für den Tourismus ausgebaut, mit Ausstellungen und 1990 restauriertem begehbarem Bergfried.
Die Burg wurde von 1990 bis 1999 schrittweise in den Besitz der Gemeinde Wetterzeube überführt. Umfangreiche Sanierungs- und Umbauarbeiten fanden dabei statt. So auch Reparaturen der Dächer. Neben dem Gemeindeamt befindet sich die Burgschenke „Zur Haynsburg“ mit Pension, Wohnungen, eine Heimatstube des Heimatvereins Haynsburg e.V. sowie die Kindertagesstätte „Burgmäuse“ in der Kernburg. Im Trauzimmer der Kernburg finden auch Konzerte statt. Tenne, Speicher und Hofflächen des Wirtschaftshofes werden für Veranstaltungszwecke benutzt.
In dem nordöstlich angebauten Wirtschaftsgebäude (Erdgeschoss und Obergeschoss) befindet sich das Burgmuseum für Zweiräder und Technik, welches eine umfangreiche Sammlung von Motorrädern und Mopeds, insbesondere aus der Zeit der DDR, ausstellt.
2023 fand die 7. Burgweihnacht statt.
Weiter bietet die Burg eine Burgschänke und Übernachtungsmöglichkeiten, einen Reiterhof, ein Fledermausquartier (im Wirtschaftshof frei stehender laternenartiger Bau) und sie ist Ausgangspunkt eines ausgezeichneten Wandergebietes.
Der genannte Heimatverein Haynsburg e.V. hält das Motorradmuseum an vielen Wochenenden geöffnet. Auf Anfrage sind auch Burgführungen, Kinderführungen und Heimatstube zu besichtigen. Zu besonderen Terminen/Veranstaltungen ist die Heimatstube in der Kernburg generell geöffnet.

## Beschreibung

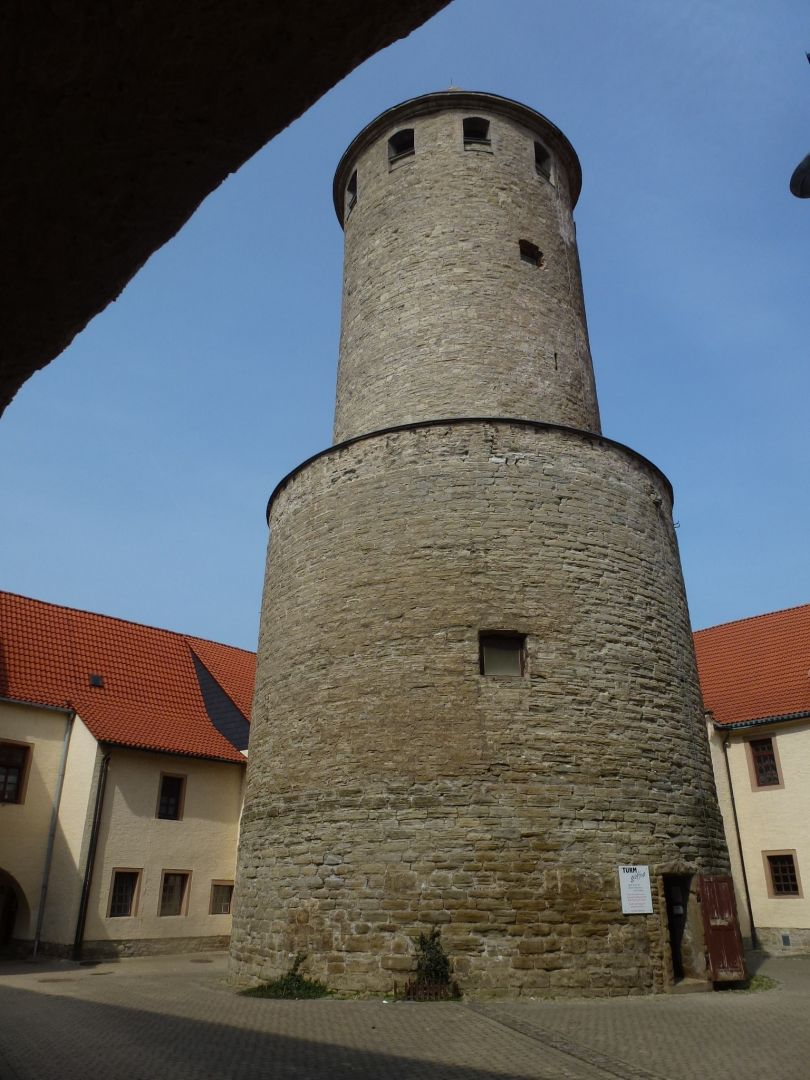
Bergfried

Die Burganlage bildet ein von Gräben umgebenes Viereck von den Burghof einschließenden Gebäuden mit einem freistehenden runden etwa 24,43 Meter hohen Bergfried (ältester Teil der Burg, Ende 11. Jahrhundert) mit einem Durchmesser von 12,81 Meter und 4,18 Meter starken zusammengesetzten Sandsteinquadern, die einen Innenraum mit Sandsteinmauerwerk von nur 4,45 Meter Durchmesser übrig lassen. Der untere Teil, unter dem ein Hohlraum auf ein durch eine Balkendecke verschlossenes Burgverlies hinweist, ist 12 Meter und der obere 24,43 Meter hoch.
Der Bergfried konnte nur, vermutlich über Strickleitern oder ein Nebengebäude, durch einen Hocheingang bestiegen werden und erhielt erst um 1880 einen ebenerdigen Eingang. Heute befindet sich im Turm eine durchgängige Holztreppe.
Als Sidonius-Turm ist ein Wehrturm mit Burgkapelle im oberen Stockwerk auf ovalem Querschnitt in die Geschichte eingegangen. Der Name geht auf Johann Sidonius, Kustos und Kanonikus an der Stiftskirche in Zeitz, zurück, der von 1685 bis 1692 in diesem Turm festgesetzt war und am 3. März 1692 im Alter von 64 Jahren verstarb.
Faktisch ist die Burg eine Vierflügelanlage. Der Bergfried steht zwar frei im Hof aber nahe der NW-Hofecke. Das stärkere Unterteil des Bergfriedes zeigt einen ehemaligen Hocheingang mit den Einkerbungen eines nicht mehr vorhandenen Satteldaches dieses Zugangssteges in der Mauer des Bergfriedunterteiles, welche dem NW-Flügel nahesteht.
Vor der SO-Ecke des NO-Flügels befindet sich ein niedriger Flankierungsturm/Bollwerk eigentlich ein Rondell der historisch als „Stürze“ betitelt wird.
Die westliche Seite des NO-Flügels hat im Dachbereich einen prächtigen Ziergiebel der Renaissance in Form eines gestuften Giebels mit lauter Vierteilkreis-Bögen (und einem Halbkreisbogen als Bekrönung) aufzuweisen. Dieser sehenswerte Giebel ist dem Elstertal zugewandt. Diese Giebelform wird als Blendarkaden-Giebel betitelt und ist heute selten vorkommend.
Auf der ortsseitigen Seite (im SO) ist der Burg ein großer Wirtschaftshof vorgelagert. Er besteht aus teilweise einzeln stehenden langgestreckten Wirtschaftsgebäuden. An den NO-Flügel der Burg wurde verlängernd ein solcher Wirtschaftsflügel in südöstlicher Richtung angebaut (nach 1900).

## Vorwerk Mödelstein (Wetterzeube)

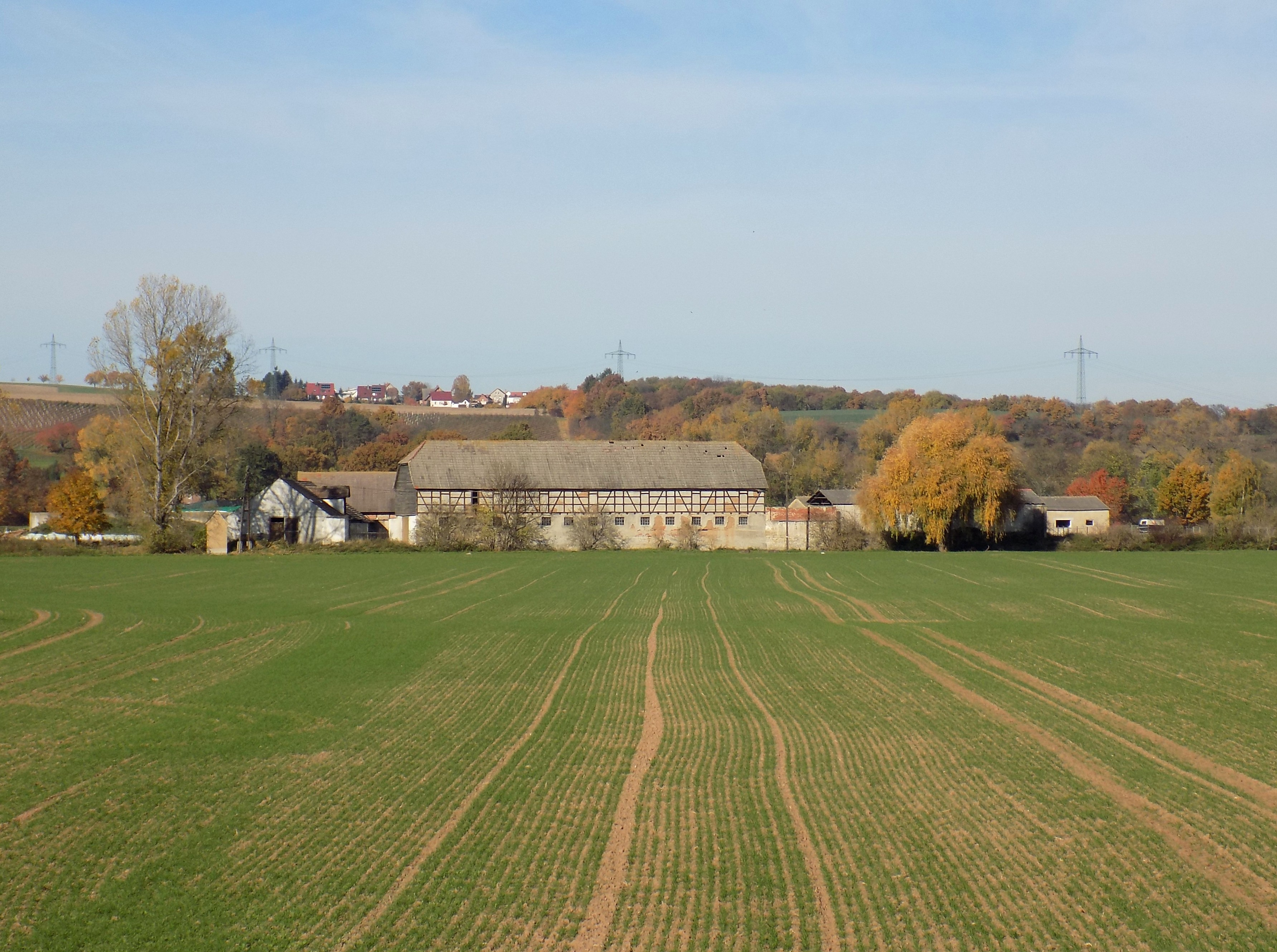
Vorwerk Mödelstein von Süden gesehen (2015)

In der Elsteraue unterhalb von Haynsburg befindet sich an der Straße von Raba nach Sautzschen, nordöstlich von Haynsburg das Vorwerk Mödelstein. Es gehörte früher zur Burg Haynsburg bzw. zum Amt Haynsburg. Es gehört heute zur Gemeinde Wetterzeube.